# Moomin (anime de 1969)
Moomin (ムーミン, Mūmin) é uma série de anime transmitida pela Fuji Television entre 1969 e 1970. A série foi baseada nos livros Mumins criados pela autora finlandesa Tove Jansson. A sequência intitulada "Shin Moomin" (Novo Moomin) foi lançada posteriormente. Jansson, no entanto, nunca aprovou a série devido as mudanças dramáticas nas áreas como o enredo, a atmosfera e a personalidade do personagem. Além disso, a sequência foi dirigida para adultos, em vez para as crianças.
A série nunca foi traduzida para o Finlandês, Inglês ou o para o Português. Também é notavelmente diferente depois da outra versão do anime "Moomin" lançada no início de 1990, que foi traduzido para o Inglês mas não para o Português. A série mais tarde foi muito mais fiel ao espírito original dos livros Moomin, e foi aceita como parte da franquia Moomin.

## Enredo
Nessa história se passa as aventuras e os problemas cotidianos dos Moomins e seus amigos. No entanto, a natureza dos personagens são muito diferentes do original: o protagonista é uma criança travessa e barraqueira. O enredo é ainda mais profundo e dramático.

## Produção
Esta série é a versão de 1969 de Moomin.
É chamado de "Moomin" somente no Japão. A primeira metade é referida como a "versão da Tokyo Movie," em oposição à segunda metade, ou a "versão da Mushi Pro". Hisashi Inoue, um romancista e dramaturgo que ganhou muitos prêmios, participou como roteirista na primeira metade.
Tokyo Movie se comprometeu com a produção de Moomin pela primeira vez que chamou a atenção, de acordo com o gosto de uma criança japonesa, e o desenhou graciosamente.
O personagem Moomin também se difere do original. Ele era um garoto comum impertinente que ocasionalmente briga e era um pouco manhoso.
Além disso, desde que o carro, apareceu na vida cotidiana, ordinariamente, Tove Jansson, a autora original, ficou irritada, dizendo "meu Moomin não tem carro, não briga, e não tem dinheiro",
(Naquela época, Hayao Miyazaki que participou neste trabalho como animador se opôs a isto, e fez o tanque aparecer na obra).
Embora a reputação da animação fosse para meninos, por causa dos elementos de aventura e comédia, etc. As incorporações eram muito altas, e diferente do original.
Além disso, os nomes não foram os mesmos que no original, e a heroína, não teve nenhum nome no original (e foi chamada apenas de "A Donzela Snork") depois nomeada de "Nonono".
O primeiro diretor tomou o nome do animal de estimação de sua esposa.
No entanto, ela foi renomeada para "フローレン, Fraulen" que parodiou a palavra "Fräulein" que significa "dama jovem" mais tarde em "Tanoshii Mūmin Ikka" porque o autor não gostava do nome que era audível como "non, non (não, não)".
Como resultado, a Tokyo Movie teve o contrato cancelado, e o desenho dos personagens tinha sido mudado por sua queixa.
A versão da Mushi Pro assumiu este trabalho e teve um monte de episódios literários onde uma história misteriosa, uma história assustadora, uma história absurda, uma história de mito e uma de tragédia foram incluídas.
Ainda assim, o seu consentimento não foi obtido, e o programa acabou.

## Lista dos episódios de Moomin
| #  | Título original em Japonês                                  | Tradução em Português                                                                                |
| -- | ----------------------------------------------------------- | --- |
| 1  | " シルクハットのひみつ"                                     | O Segredo do Chapéu de Seda                                                                          |
| 2  | "悪魔のハートをねらえ"                                      | Aponte para Coração do Diabo                                                                         |
| 3  | "雨だ!あらしだ!!洪水だ!!!"                                  | Chuva! Tempestade!! Inundação!!!                                                                     |
| 4  | "ふしぎの泉はどこにある?"                                   | Onde está a Maravilhosa Primavera?                                                                   |
| 5  | "パパの思い出のライフル"                                    | A Carabina Lembrada do Papai                                                                         |
| 6  | "かえってきたノンノン"                                      | Nonnon retorna                                                                                       |
| 7  | "さよならガオガオ"                                          | Adeus, Gao-Gao                                                                                       |
| 8  | "ノンノンがあぶない"                                        | Nonnon está em Perigo                                                                                |
| 9  | "ムーミン谷の列車大強盗"                                    | O Ladrão de Trem do Vale Moomin                                                                      |
| 10 | "ふしぎなこびと"                                            | O Anão Misterioso                                                                                    |
| 11 | "消えたコレクション"                                        | A Coleção que Desapareceu                                                                            |
| 12 | "ムーミン谷のクリスマス"                                    | Natal no Vale Moomin                                                                                 |
| 13 | "パパは売れっ子作家"                                        | Papai é um Escritor Popular                                                                          |
| 14 | "ムーミン谷最後の日"                                        | O Último Dia no Vale Moomin                                                                          |
| 15 | "帆を上げろ!ムーミン号"                                     | Içar a vela! O Navio Moomin                                                                          |
| 16 | "謎のグノース博士"                                          | O Mistério do Dr. Gnos                                                                               |
| 17 | "ベビーはどこに"                                            | Onde está o bebê?                                                                                    |
| 18 | "乞食になりたい" (再放送で「金持ちはもうやだ」に変更される) | Eu Quero me Tornar um Pedinte (mudou para "Eu já cansei de pessoa rica" no horário da retransmissão) |
| 19 | "月着陸OK! "                                                | Aterrissagem na Lua, TUDO BEM!                                                                       |
| 20 | "スキーでハッスル! "                                        | Convicção em esquis!                                                                                 |
| 21 | "ふしぎな家なき子"                                          | A Estranha Criança sem um lar                                                                        |
| 22 | "山男だよヤッホー! "                                        | O Montanhista, Yoo-hoo!                                                                              |
| 23 | "チビのミー大作戦"                                          | O grande plano de operação do Pequeno Mee                                                            |
| 24 | "おさびし山のガンマン"                                      | O Atirador da montanha deserta                                                                       |
| 25 | "おめでとうスノーク"                                        | Parabéns, Snork                                                                                      |
| 26 | "ノンノンこっちむいて"                                      | Nonnon, Por favor, vire-se para mim                                                                  |
| 27 | "顔をなくしたニンニ"                                        | Ninny que perdeu o rosto                                                                             |
| 28 | "小さな大冒険"                                              | Pequena, Grande Aventura                                                                             |
| 29 | "ひこう鬼現わる"                                            | O Demônio Voador (O Duende Macabro) aparece                                                          |
| 30 | "天国からの贈りもの"                                        | O Presente do Céu                                                                                    |
| 31 | "ごめんねスティンキー"                                      | Desculpe, Stinky                                                                                     |
| 32 | "森のゆうれい屋敷"                                          | A Casa assombrada na Floresta                                                                        |
| 33 | "おくびょうな豆泥棒"                                        | O Ladrão Covarde de Feijão                                                                           |
| 34 | "金の馬銀の馬"                                              | O Cavalo de Ouro e o Cavalo de Prata                                                                 |
| 35 | "夏祭りのオーロラ"                                          | A Aurora do Festival de Verão                                                                        |
| 36 | "ムーミンパパのノート"                                      | O Portátil do Papai Moomin                                                                           |
| 37 | "小さなみにくいペット"                                      | O Pequeno, Animal Feio                                                                               |
| 38 | "人魚さんこんにちわ"                                        | Olá, Senhora Sereia                                                                                  |
| 39 | "家にいるのは誰だ"                                          | Quem está na casa?                                                                                   |
| 40 | "ニョロニョロのひみつ"                                      | O Segredo de Nyoro-Nyoro (Hattifattener)                                                             |
| 41 | "マメルクをつかまえろ"                                      | Pegue Mamelk                                                                                         |
| 42 | "大きな大きなプレゼント"                                    | Grande, Grande Presente                                                                              |
| 43 | "あらしの怪獣島"                                            | O Monstro da Ilha Tempestuosa                                                                        |
| 44 | "海の星はどこに"                                            | Onde está a estrela do mar?                                                                          |
| 45 | "悪魔の島がやってきた"                                      | A Ilha diabólica vem aí                                                                              |
| 46 | "真夏の雪を探せ!"                                           | Procure a Neve em Pleno Verão!                                                                       |
| 47 | "なくしたペンダント"                                        | O Pingente Perdido                                                                                   |
| 48 | "歩いてきた山びこ"                                          | O Eco que tinha caminhado                                                                            |
| 49 | "ピアノなんか大嫌い"                                        | Eu odeio pianos                                                                                      |
| 50 | "眠りの輪をぬけだせ"                                        | Deslize o anel de sono                                                                               |
| 51 | "秋はおセンチに"                                            | Para ser Sentimental no outono                                                                       |
| 52 | "月夜に踊る人形"                                            | A boneca que dança na noite enluarada                                                                |
| 53 | "凧が知っていた"                                            | O Papagaio Sabia                                                                                     |
| 54 | "さようなら渡り鳥"                                          | Adeus, Aves Migratórias                                                                              |
| 55 | "鳩は飛ばない"                                              | Pombas não Voam                                                                                      |
| 56 | "ムーミン谷のカーニバル"                                    | Carnaval no Vale Moomin                                                                              |
| 57 | "お婆ちゃんのひみつ"                                        | O Segredo da Velha                                                                                   |
| 58 | "ノンノンがいなくなる? "                                    | Nonnon se foi?                                                                                       |
| 59 | "手品にはタネがある"                                        | Existe um truque na mágica                                                                           |
| 60 | "ひとりぼっちの冬"                                          | Inverno Solitário                                                                                    |
| 61 | "消えた雪うさぎ"                                            | O Coelho da Neve que desapareceu                                                                     |
| 62 | "氷姫のいたずら"                                            | A Princesa de Gelo Malícia                                                                           |
| 63 | "一日だけのお姫様"                                          | Princesa apenas por um dia                                                                           |
| 64 | "影なんか恐くない"                                          | Quem tem medo de sombra?                                                                             |
| 65 | "おやすみムーミン"                                          | Boa Noite, Moomin                                                                                    |

## Lançamento em DVD
Esta série não foi lançada em DVD.
Pois foi difícil obter a permissão do autor sobre os direitos autorais.

## O lançamento em VHS e LD
A série foi lançada em VHS e LD no Japão, mas acabou sendo interrompida.
LD
Vol.1-7 (episódios 1-26)
VHS
"O volume de amor" (episódios 37, 49)
"O volume do sonho" (episódios 34, 64)